# اتفاقية الحد من تصنيع وتنظيم توزيع المخدرات
اتفاقية الحد من تصنيع وتنظيم توزيع المخدرات، هي معاهدة لمكافحة المخدرات صدرت في جنيف في 13 يوليو عام 1931م. وقد دخلت حيز النفاذ في 9 يوليو من عام 1933م.

## نظرة عامة
وقد تم إنشاء مجموعتين من المخدرات، تتألف المجموعة الأولى مما يلي:
- المجموعة الفرعية (أ)، والتي تتألف من:

المورفين وأملاحه، بما في ذلك أملاح الاستر مثل ثنائي أسيتات المورفين (الهيروين) والمستحضرات المصنوعة مباشرة من الأفيون الخام أو الطبي وتحتوي على أكثر من 20% من المورفين؛
الكوكايين وأملاحه، بما في ذلك المستحضرات المصنوعة مباشرة من ورقة الكوكا وتحتوي على أكثر من 0.1 في المائة من الكوكايين، وجميع استرات الأكيجونين وأملاحها.
ثنائى هيدروهيدروكسى كودينون (مادة مسجلة باسم اليوكودال عبارة عن ملح)، ثنائي هيدروكودايين (مادة مسجلة باسم الديكوديد عبارة عن ملح)، ثنائي هيدرو هيدروكودينون (مادة مسجلة باسم ديلوديد عبارة عن ملح)، استيل ثنائى هيدروكودنيون أو أستيل ديمثيلوثنائي ايدروثيبايين (مادة مسجلة باسم الأسيديكون عبارة عن ملح)، ثنائي هيدرومورفين (مادة مسجلة باسم بارامورفان عبارة عن ملح)، واسترات وأملاح أي من هذه المواد واستراتها، - ن - أوكسيد المورفين (الاسم التجاري المسجل باسم جينومورفين)، ومشتقات - ن - أوكسيد المورفين، والمشتقات المورفينية النيتروجينية الخماسية التكافؤ الأخرى.
- المجموعة الفرعية (ب)، والتي تتألف من:

الأكيجونين ومركب ثيبايين وأملاحهم، والبينزيل مورفين وأيثرات آخرى من المورفين وأملاحهم. باستثناء المستحضر ميثيل مورفين (كودايين) والمسكن إيثيل مورفين وأملاحهم.
تتألف المجموعة الثانية مما يلي:
- المستحضر ميثيل مورفين (كودايين) والمسكن إيثيل مورفين وأملاحهم.

كانت المجموعة الأولى تخضع لأنظمة أشد صرامة من المجموعة الثانية. فعلى سبيل المثال، عند تقدير كمية الأدوية المطلوبة للاحتياجات الطبية والعلمية، كان الهامش لتقلبات الطلب المسموح به لعقاقير الفئة الثانية أكبر منه لعقاقير الفئة الأولى. وفي بعض التقارير أيضا فإنه يكفي بيان موجز للمسائل المتعلقة بعقاقير الفئة الثانية. وكان إنشاء هذه المجموعات الأولية سببا في تطوير نظام جدولة المخدرات القائم اليوم. ولكل من «الاتفاقية الوحيدة للمخدرات» لعام 1961م و «اتفاقية المؤثرات العقلية» لعام 1971م جداول زمنية للمواد الخاضعة للرقابة. وتتألف «اتفاقية الأمم المتحدة ضد الاتجار غير المشروع في المخدرات والمؤثرات العقلية» لعام 1988م من جدولين من السلائف والمواد الكيميائية الخاضعة للرقابة.
وقد اتسع نطاق اتفاقية عام 1931م اتساعا كبيرا من خلال «بروتوكول إخضاع المخدرات للمراقبة الدولية خارج نطاق اتفاقية 13 يوليو 1931م للحد من تصنيع وتنظيم توزيع المخدرات». وقد حلت الاتفاقية محل «الاتفاقية الوحيدة للمخدرات» لعام 1961م.

## التاريخ
تم عقد المؤتمر في سويسرا بجنيف في 27 مايو 1931م أو حوالي ذلك.

## روابط خارجية
- "Convention for Limiting the Manufacture and Regulating the Distribution of Narcotic Drugs". Department of Foreign Affairs and Trade ~ Australian Treaty Series 1934 No. 9. Australasian Legal Information Institute. 24 أبريل 1934. مؤرشف من الأصل في 2022-01-30.
- "Limiting the Manufacture and Regulating the Distribution of Narcotic Drugs" (PDF). Law Library ~ United States Treaties. U.S. Library of Congress. 13 يوليو 1931. مؤرشف من الأصل (PDF) في 2021-11-10.
- Ratification status